# 일본 문화청
문화청(일본어: 文化庁 분카초[*], Agency for Cultural Affairs, 약칭: ACA)은 일본의 행정기관이다.

## 설치 근거 및 소관 업무

### 설치 근거
- 문부과학성설치법 제26조

### 소관 업무
- 문화의 진흥 및 국제문화교류의 진흥
- 종교에 관한 행정사무

## 연혁
- 1950년(쇼와 25년) 8월 29일: 문부성 사회교육국 문화재보존과를 폐지하고, 문화재보호위원회를 설치.
- 1966년(쇼와 41년) 5월 1일: 문부성의 내부부국으로써 문화국을 설치.
- 1968년(쇼와 43년) 6월 15일: 문부성 문화국과 문화재보호위원회를 통합하여, 문화청을 설치.

## 조직

### 간부
- 장관 1인
- 차장 1인

### 내부부국

#### 장관관방
- 정책과
- 저작권과
- 국제과
- 지역 문화 활성화 본부

#### 문화부
- 예술문화과
- 국어과
- 종무과

#### 문화재부
- 전통문화과
- 미술학예과
- 기념물과

### 특별 기관
- 일본예술원

## 같이 보기
- 문화청 장관
- 문화청 차장
- 대한민국 문화재청